# 北海市場
北海市場（ほっかいいちば）は北海道札幌市西区に本社を置く株式会社モリワキが展開するスーパーマーケット。

## 概要
1966年（昭和41年）9月、札幌市中央区南5条西12 丁目に森脇青果店として開業。1976年（昭和51年）2月に株式会社森脇商店として法人化した。1988年（昭和63年）7月、札幌市中央区宮の森4条4丁目に生鮮専門スーパー宮の森店をオープン。
1992年（平成4年）4月にCIを 導入し、「スーパージャンプ」に店名変更。1998年3月、北海市場に変更した。
2024年9月18日、三重県のスーパーサンシのシステムを導入し、インターネットで注文を受け付ける定額制の商品宅配事業を屯田店でスタートした。同店の近くではもともとイトーヨーカドー屯田店が配送サービスを実施していたものの、同店が閉店することから、その需要を取り込むためとしている。

## 沿革
出典:
- 1966年（昭和41年）9月 - 森脇青果店として開業
- 1968年（昭和43年）6月 - マルイチマーケットに出店
- 1976年（昭和51年）2月 - 株式会社森脇商店設立
- 1978年（昭和53年）12月 - 社屋建設、札幌市西区西野9条8丁目にスーパーふたばオープン
- 1982年（昭和57年）7月 - 札幌市東区伏古に青果ふたば新道店オープン
- 1983年（昭和58年）9月 - 札幌市西区西野4条7丁目に西野四条店オープン
- 1986年（昭和61年）3月 - 札幌市西区発寒6条13 丁目に発寒店オープン
- 1988年（昭和63年）7月 - 札幌市中央区宮の森4条4丁目に生鮮専門スーパー宮の森店オープン
- 1990年（平成2年）3月 - 札幌市東区北9条東6丁目に生鮮専門スーパー東店オープン
- 1991年（平成3年）5月 プリペイドカード導入(地場スーパー業界で道内初)
- 1992年（平成4年）4月 - CI 導入「スーパージャンプ」に改名
- 1994年（平成6年）10月 - 札幌市西区西町南7 丁目にスーパージャンプ西町店オープン
- 1996年（平成8年）
  - 4月 - 本部事務所を宮の森から西町に移転
  - 5月 - 北広島市中央3 丁目にニューショッピング北海市場オープン
- 1997（平成9年）4月 - 株式会社モリワキに社名変更
- 1998年（平成10年）3月 - スーパージャンプから「北海市場」に店名変更。麻生店オープン
- 2002（平成14年）10月 - 移転の為麻生店閉店。新琴似店オープン
- 2006年（平成18年）6月 - 川沿店オープン
- 2007年（平成19年）
  - 2月 - 道路拡張の為 新琴似店閉店
  - 3月 - 手稲店オープン
- 2014年（平成26年）
  - 6月 - 手稲店閉店
  - 7月 - 楽天市場店オープン
- 2015年（平成27年）
  - 2月 - YAHOO店オープン
  - 3月 - 伏古店オープン
  - 11月 - 発寒店オープン
- 2018年（平成30年）
  - 3月 - オフィシャルネットショップオープン
  - 6月 - スクラップ＆ビルドの為 伏古店閉店
  - 8月 - スクラップ＆ビルドの為 東店閉店
  - 10月 - 屯田店オープン
- 2019（令和元年）11月 - 山鼻店オープン
- 2020年（令和2年）6月 - Amazon店オープン
- 2022年（令和4年）7月 - Wolt宅配サービス開始
- 2023年（令和5年）
  - 1月 - Menu宅配サービス開始
  - 6月 - Uber宅配サービス開始
  - 8月 - 北海市場アプリ運用開始
- 2024年9月18日 - 商品宅配事業を屯田店でスタート[3]

## 店舗
- 西町店[7] - 札幌市西区西町南７丁目4-15
- 川沿店[8] - 札幌市南区川沿5条2丁目1-10
- 発寒店[9] - 札幌市西区発寒9条14丁目516番地
2015年11月28日、DCMホーマック（現DCM）発寒追分通店敷地内に出店[10]。
- 屯田店[11] - 札幌市北区屯田8条4丁目5-2
2018年10月11日、ジョイフルエーケー屯田店内に出店[12]。
- 山鼻店[13] - 札幌市中央区南22条西7丁目1-23 アクロスプラザ南22条
2019年11月13日開店[14]。

### 閉店した店舗
- 新琴似店 - 札幌市北区新琴似9条2丁目3-15[15]
- 北広島店 - 北広島市中央3丁目5番3[16]
- 手稲店[17] -札幌市手稲区前田6条6丁目1-7 
2014年6月30日閉店[18]。
- 伏古店 - 札幌市東区伏古1条4丁目
2015年3月、石井スポーツスキーショップ跡に開店。屯田店オープンのため、2018年6月30日閉店[19]。
- 東店 - 札幌市東区北9条東6丁目2-23[20]
1990年3月開店。2018年9月26日閉店[21]。
- 宮の森店[22] -札幌市中央区宮の森4条4丁目3-16 
2021年6月27日閉店[23]。